# Wally (yachts)
Wally est un fabricant et agence de design maritime basé à Monte-Carlo à Monaco et fondé par le riche homme d'affaires italien Luca Bassani en 1994. Wally est réputé pour ses voiliers haut de gamme et, plus récemment, pour ses yachts à moteurs au design futuriste dont le plus représentatif est sûrement le 118 WallyPower qui est notamment apparu dans le film The Island. La gamme de Wally part du Nano de 11 mètres à des voiliers de course de 24 mètres mais la plupart des yachts dépassent généralement les 30 voire 50 mètres.
L'entreprise est considérée comme un des meilleurs fabricants de yachts grâce à son style alliant élégance, design minimaliste, puissance et confort. Ses bateaux sont prisés des célébrités, parmi elles Gianni Agnelli, Juan Carlos Ier d'Espagne, Marco Tronchetti Provera et Lindsay Owen-Jones.

## Gamme

### Voiliers
- Wally 80
- Custom (c'est-à-dire personnalisable et sur demande) :

### Power
- WallyTender
- 47 WallyPower
- 64 WallyPower (en cours de développement)
- 73 WallyPower
  - 73 WallyPower
  - 70 WallyPower Open
- 90 WallyPower (en cours de développement)
- 118 WallyPower
- 125 WallyPower (en cours de développement)

### MegaYachts
- 55m WallyPower (en cours de développement)

### GigaYachts
Aucun des yachts listés ci-dessous n'a encore été fabriqué, ils sont encore au stade de développement.
- WallyIsland
- 85m WallyPower
- 85m WallyPower Tradition
- 70m WallyPower
- Pilgrim project